# Стрелча (община)
Община Стрелча се намира в Южна България и е една от съставните общини на Област Пазарджик.

## География

### Географско положение, граници, големина
Общината е разположена в североизточната част на Област Пазарджик. С площта си от 224,46 km2 заема 9-о място сред 12-те общините на областта, което съставлява 5,01% от територията на областта. Границите ѝ са следните:
- на юг – община Пазарджик;
- на запад – община Панагюрище;
- на север – община Копривщица, Софийска област;
- на изток – община Хисаря и община Съединение, Област Пловдив.

### Природни ресурси

#### Релеф
Релефът на общината е средно и ниско планински, като територията ѝ изцяло попада в пределите на планината Средна гора.
Северната част на община Стрелча е заета от централните, най-високи части на Същинска Средна гора. В най-северния ѝ ъгъл, на границата с община Копривщица се издига връх Буная 1572 m, най-високата точка на общината и един от първенците на Средна гора.
В средата на общината е разположена малката, но плодородна Стрелчанска котловина, в която от север на юг протича река Стрелчанска Луда Яна, и в която е разположен общинския център град Стрелча.
Южните части на общината са заети от южните, ниски части на Същинска Средна гора, като склоновете ѝ в района на селата Свобода и Блатница постепенно потъват в Горнотракийската низина.
Минималната надморска височина от 304 m се намира в коритото на река Луда Яна, разположена южно от село Свобода.

#### Води
Основна водна артерия на общината е река Стрелчанска Луда Яна (39 km). Тя води началото си от община Копривщица и навлиза в общината от север под името Меде дере, като тече в дълбока и залесена долина. Преминава през центъра на град Стрелча, където приема името Стрелчанска Луда Яна и пресича от север на юг Стрелчанската котловина. След това реката проломява южните части на Същинска Средна гора и южно от село Попинци (Община Панагюрище) се съединява с идващата отдясно река Панагюрска Луда Яна и двете образуват същинската река Луда Яна. На протежение от около 6 km река Луда Яна служи за граница между община Стрелча и община Панагюрище, след което окончателно напуска пределите на общината.
През източната част на общината в дълбока проломна долина протича горното и част от средното течение на река Калаващица, десен приток на река Пясъчник.
Югоизточните предели на общината се отводняват от горното течение на река Потока, ляв приток на река Марица. Тя води началото си от извор-чешма в южното подножие на Същинска Средна гора на 447 m н.в., на шосето между селата Смилец и Свобода. Реката тече на югоизток, преминава покрай село Блатница, след което напуска пределите на общината. 
В района на град Стрелча бликат топли минерални извори, които се използват в изградените множество санаториуми, хотели и почивни станции.

## Население

### Етнически състав
Преброяване на населението през 2011 г.
Численост и дял на етническите групи според преброяването на населението през 2011 г., по населени места (подредени по численост на населението):
| Населено място | Численост | Численост | Численост | Численост | Численост | Численост           | Численост     | Населено място | Дял (в %) | Дял (в %) | Дял (в %) | Дял (в %) | Дял (в %)           | Дял (в %)     |
| Населено място | Общо      | Българи   | Турци     | Цигани    | Други     | Не се самоопределят | Не отговорили | Населено място | Българи   | Турци     | Цигани    | Други     | Не се самоопределят | Не отговорили |
| Общо           | 4913      | 3638      | 6         | 287       | 11        | 10                  | 961           | 100.00         | 74.05     | 0.12      | 5.84      | 0.22      | 0.20                | 19.56         |
| -------------- | --------- | --------- | --------- | --------- | --------- | ------------------- | ------------- | -------------- | --------- | --------- | --------- | --------- | ------------------- | ------------- |
| Стрелча        | 4083      | 2978      |           | 274       | 10        |                     | 813           | Стрелча        | 72.93     |           | 6.71      | 0.24      |                     | 19.91         |
| Смилец         | 271       | 232       |           | 0         |           | 0                   | 37            | Смилец         | 85.60     |           | 0.00      |           | 0.00                | 13.65         |
| Дюлево         | 201       | 173       | 4         | 13        |           |                     | 9             | Дюлево         | 86.06     | 1.99      | 6.46      |           |                     | 4.47          |
| Блатница       | 183       | 81        | 0         | 0         |           |                     | 101           | Блатница       | 44.26     | 0.00      | 0.00      |           |                     | 55.19         |
| Свобода        | 175       | 174       | 0         | 0         | 0         | 0                   | 1             | Свобода        | 99.42     | 0.00      | 0.00      | 0.00      | 0.00                | 0.57          |

### Населени места
Общината има 5 населени места с общо население 4409 жители към 7 септември 2021 г.
| Населено място | Население (2021 г.) | Площ на землището km2 | Забележка (старо име) | Населено място | Население (2021 г.) | Площ на землището km2 | Забележка (старо име)           |
| -------------- | ------------------- | --------------------- | --------------------- | -------------- | ------------------- | --------------------- | ------------------------------- |
| Блатница       | 140                 | 18,205                | Саръ гьол             | Смилец         | 209                 | 34,100                | Ерелии                          |
| Дюлево         | 177                 | 27,785                | Айваджик              | Стрелча        | 3779                | 119,018               |                                 |
| Свобода        | 104                 | 25,352                | Кепелии, Цар Борис    | ОБЩО           | 4409                | 224,460               | няма населени места без землища |

## Административно-териториални промени
- МЗ № 2820/обн. 14.08.1934 г. – преименува с. Саръ гьол на с. Блатница;

– преименува с. Айваджик на с. Дюлево;
– преименува с. Ерелии на с. Смилец;
– преименува с. Кепелии на с. Цар Борис;
- МЗ № 2127/обн. 13.05.1947 г. – преименува с. Цар Борис на с. Свобода;
- Указ № 829/обн. 29.08.1969 г. – признава с. Стрелча за гр. Стрелча.

## Транспорт
По цялото протежение на общината, от юг на север, а след общинския център на запад преминава участък от 23,6 km от трасето на жп линията Пловдив – Панагюрище.
През общината преминават частично 3 пътя от Републиканската пътна мрежа на България с обща дължина 32,5 km:
- участък от 12,8 km от Републикански път III-606 (от km 26,4 до km 39,2);
- последният участък от 4,5 km от Републикански път III-801 (от km 58,8 до km 63,3);
- последният участък от 15,2 km от Републикански път III-8003 (от km 22 до km 37,2).

## Топографска карта
- Лист от карта K-35-49. Мащаб: 1 : 100 000.